# Santa Sabina (groupe)
Pour les articles homonymes, voir Santa Sabina (homonymie).
Santa Sabina est un groupe de rock mexicain, originaire de Guadalajara, dans l'État de Jalisco. Il est à l'origine composé de Rita Guerrero (chant), Alfonso Figueroa (basse), Pablo Valero (guitare), Patricio Iglesias (batterie) et Jacobo Leiberman (claviers). 

## Biographie
La fin des années 1980 marque le début de ce que deviendra Santa Sabina. Il convient de noter que certains de ses membres se connaissaient déjà depuis 1987, pour certaines pièces et même pour des grèves d'étudiants. Certains membres fondateurs du groupe tels que Jacobo Lieberman et militaient des années auparavant dans d'autres groupes comme Pedro et Las Tortugas.
Rita Guerrero quitte son village natal de Guadalajara pour étudier le théâtre à l'UNAM dans la capitale mexicaine. Rita étudie le théâtre Centro Universitario de Teatro de l'UNAM et rencontre Poncho Figueroa, Pablo Valero et Jacobo Leiberman, qui faisaient alors partie d'un groupe de jazz appelé Los Psicotrópicos. Ils travaillaient tous ensemble dans une comédie musicale basée sur Amérika, roman de Franz Kafka, où ils se sont rencontrés, se sont liés d'amitié et réalisé leur affinité artistique. Après la dissolution tardive de Los Psicotrópicos, ils décident de former un groupe en accord avec leurs préoccupations artistiques, qui manquaient souvent de moyens appropriés pour s’extérioriser. Santa Sabina émerge comme en réponse à ce besoin.
Au début de 2004, Santa Sabina célèbre sa quinzième année de carrière au Teatro Metropólitan de Mexico. L'année suivante, ils se séparent.
En 2011, Rita Guerrero décède d'un cancer,.

## Discographie

### Albums studio
- 1992 : Santa Sabina
- 1994 : Símbolos
- 1995 : Babel
- 2000 : Mar Adentro en la sangre
- 2003 : Espiral

### Albums live
- 1994 : Concierto acústico
- 1997 : MTV Unplugged
- 2005 : XV Aniversario en vivo